# Johannes Lubahn
Johannes Lubahn (* 10. September 1879 in Berlin; † 17. Februar 1969 in Hohenschwangau bei Füssen) kämpfte gegen Bodenspekulation und für bezahlbaren Wohnraum.

## Leben
Lubahn war zunächst Postbeamter, später Beamter des Berliner Magistrats. Im Januar 1919 wurde er zum stellvertretenden Vorsitzenden der Freien demokratischen Fraktion der Groß-Berliner Arbeiterräte gewählt.
Er setzte sich von etwa 1902 an sein ganzes Leben lang für die sozialen Ziele der Beamtenbewegung ein. Dazu gehörten insbesondere die Gedanken der Bodenreform, mit dem Kampf gegen die Bodenspekulation und für die Schaffung bezahlbaren Wohnraums, besonders für die untere Beamtenschaft.
Er beeinflusste den Erlass von Reichsgesetzen auf diesen Gebieten und gilt als Gründervater der einzigen deutschen Beamtenbausparkasse B. B. S., deren Vorstandsvorsitzender er 1928 wurde.
Zu seinem 50. Geburtstag erschienen im Jahr 1929 Sonderdrucke der Monatszeitschrift  Heimstätte.
Nach 1945 wurde ihm seine auch in der NS-Zeit andauernde publizistische Tätigkeit von Gewerkschaftsseite vorgeworfen, und einige seiner nach 1933 erschienenen Schriften wurden aus Bibliotheken der sowjetischen Besatzungszone entfernt. Aber er ließ sich in seinem Kampf nicht beirren.
Schon 1946 gehörte er unter anderen mit Paul Löbe, Robert Görlinger, Benedikt Kreutz und Eugen Gerstenmaier zu den Gründungsmitgliedern des Deutschen Volksheimstättenwerks e. V.
Es folgten noch zahlreiche neue Schriften und Vorträge, so zum Beispiel auch 1959 vor dem Bundestagsausschuss für Wohnungswesen. Die Probleme mit Bodenspekulation und Wohnungsknappheit bestehen weiter, obwohl in neuerer Zeit  gern behauptet wird, dass sein Kampf dagegen nicht mehr aktuell sei.
Nach 1945 lebte er zunächst in Bielefeld. Um 1950 zog er in ein Eigenheim in Hohenschwangau bei Füssen, für das ihm der Beirat des BHW (als Nachfolger der B.B.S.) ein Darlehen gewährte. 1951 wurde er auf eigene Initiative kurzzeitig als Vermittler in einem Rechtsstreit des BHW mit dessen ehemaligem Werbeleiter tätig. Im Jahre 1971 wurde die Zufahrtsstraße zum neuen Verwaltungsgebäude des BHW in Hameln nach ihm benannt.
Sein Sohn Erich Lubahn studierte mit dem Ziel, Nachfolger seines Vaters bei der Bausparkasse zu werden, zunächst Volkswirtschaft und war – zum Teil mit ihm zusammen – auch auf denselben Gebieten tätig.  Ab 1948 studierte er Theologie, promovierte aber auch in Volkswirtschaft. 1952 wurde er Pastor der Methodistischen Kirche.

## Kampf gegen die Bodenspekulation
Nachdem Lubahn 1904 einen Vortrag von Adolf Damaschke gehört hatte, trat er dem von diesem initiierten  Bund Deutscher Bodenreformer   bei und wurde sein Freund und tatkräftiger Mitarbeiter.  Im Auftrag  des Bundes organisierte er staatsbürgerliche  und volkswirtschaftliche Kurse für Tausende von Teilnehmern  vor allem aus der Beamtenschaft. Dies zeigen z. B. seine Berichte in der von Damaschke herausgegebenen Zeitschrift Bodenreform, (Deutsche Volksstimme. - Frei Land.).
Sein Vorschlag zur Bekämpfung der Bodenspekulation war es, eine Grundrentenabgabe einzuführen, um damit die ohne Einsatz von Arbeit und Kapital zustande gekommenen Steigerungen des Bodenwertes  abzuschöpfen. Er legte hierzu schon 1936 den Entwurf eines Gesetzes vor. Wegen eines verfügten Preisstopps erlangte es aber keine Bedeutung.
1959 hielt er vor dem Bundestagsausschuss für Wohnungswesen, Bau- und Bodenrecht dazu einen Informationsvortrag.

## Kampf für den Heimstättengedanken
Lubahn hatte sich zwar schon 1902 dafür eingesetzt, dass junge Beamte günstiges Baugeld erhalten sollten, aber der Weg dahin war mühsam. Nachdem die Bemühungen des von ihm initiierten „Aktionsausschusses der Deutschen Gewerkschaften für das Reichsheimstättenamt“ zur Schaffung dieses Amtes gescheitert waren, gründeten am 20. Februar 1920 auf seine Initiative die im Deutschen Beamtenbund zusammengeschlossenen Beamtenverbände das Heimstättenamt der deutschen Beamtenschaft e. V., dessen Leiter er von 1920 bis 1933 (?) war. Es sollte den Heimstättengedanken in Bewegung halten und gesetzlich festlegen. Interessenten wurde Rat und Hilfe angeboten.
Außerdem arbeitete er ein Beamten-Siedlungsgesetz aus, mit dem insbesondere die soziale Not der nach dem Gesetz über die Verminderung des Beamtenkörpers (Beamtenabbaugesetz) von 1923 entlassenen Beamten („die Abgebauten“) gelindert werden sollte. Der Entwurf wurde vom Heimstättenamt und den angeschlossenen Gewerkschaften gebilligt und auf deren Antrag wurde am 11. Februar 1924 die Beamten-Siedlungs-Verordnung von der Reichsregierung erlassen. Damit standen den Betroffenen öffentliche Gelder zum  Heimstättenbau zur Verfügung. Sein Ziel war es aber, auch den anderen Beamten zu Heimstätten zu verhelfen. Weil im klar wurde, dass es unmöglich war, so viele öffentliche Gelder zu erhalten, erschien ihm das Bausparen als geeigneter Weg. Er sah aber auch, dass eine Beamtenbausparkasse für dauernden Erfolg mehr bieten musste, als die bestehenden Institute. Auf dem Weg dahin musste es Beamten durch ein Gesetz zunächst gestattet werden, überhaupt Darlehen aufzunehmen und dann mussten diese so gut abgesichert werden, dass sie hypothekarisch an letzter Stelle eingetragen werden konnten. Hierzu erkannte er die Möglichkeit der durch Gehaltsabtretung gesicherten Ansparung und Tilgung.
Es musste also ein Beamtenheimstättengesetz als Pendant zum Reichsheimstättengesetz vom 10. Mai 1920, RGBl. Seite 962, dessen Erlass auf wesentliche Initiative seines Freundes Adolf Damaschke zurückging, geschaffen werden. Am 1. Dezember 1925 wurde  sein Vorschlag hierzu von sämtlichen Beamtenspitzengewerkschaften der Öffentlichkeit übergeben.
Am 18. Juni 1927 wurde das Reichsgesetz über die Abtretung von Beamtenbezügen zum Heimstättenbau (Beamtenheimstättengesetz) (RGBl. I. 1927, S. 133) angenommen. Es bildete die entscheidende Grundlage für Lubahns weitere Arbeiten auf diesem Gebiet. Nach Erscheinen der Durchführungsverordnung vom 12. März 1928 (RGBl. I. 1928, S. 61) begann er auf Veranlassung des Reichsarbeitsministeriums am 14. März 1928 mit den Arbeiten zur Gründung der „Beamtenbausparkasse, Heimstättengesellschaft der Deutschen Beamtenschaft m. b. H.“ (B.B.S.)  in Berlin. Gesellschafter wurden der Deutsche Beamtenbund, der Allgemeine Deutsche Beamtenbund und der Deutsche Beamten-Wirtschaftsbund. Er wurde Vorsitzender des aus vier Geschäftsführern bestehenden Vorstands. Die drei anderen Vorstandsmitglieder waren Ernst Remmers, Albert Falkenberg und Max Wagner. Auf einem  mehrfach veröffentlichten Foto fehlt der Letztgenannte, ohne dass dies erwähnt ist.
Die B. B. S. wurde als einzige Gehaltsabtretungsstelle im Sinne des § 2 des Beamtenheimstättengesetzes am 19. Mai 1928 anerkannt und arbeitete auf gemeinnütziger Grundlage. Damit besaß die Beamtenbausparkasse ein Privileg, welches  die anderen Bausparkassen jahrzehntelang zu erhalten versuchten. Hinzu kam ein System von quasi ehrenamtlichen Mitarbeitern in den Behörden, sogenannten Vertrauensleuten, welches es erlaubte, die Mitarbeiterzahl der Werbeabteilung relativ niedrig zu halten. Die Beamtenbausparkasse konnte also die Spanne zwischen Guthaben- und Darlehenszins konkurrenzlos niedrig halten.
Am 10. November 1933 wurden die Geschäftsanteile der Gründergesellschafter zwangsweise auf den an ihrer Stelle neugegründeten Reichsbund der Deutschen Beamten übertragen und die Firma in Beamtenheimstättenwerk des Reichsbundes der Deutschen Beamten, Organ zur Durchführung des Beamtenheimstättengesetzes, Bausparkasse G. m. b. H. (BHW) umbenannt. Wahrscheinlich schieden die Geschäftsführer Remmers, Falkenberg und Wagner aus. Ob dies auch für ihn gilt, der ja mit keinem der Gründungsgesellschafter verbunden war, ist nicht bekannt, aber aufgrund seiner politischen Vergangenheit doch anzunehmen.
Im Jahr 1945 wurde das Vermögen des Gesellschafters nach dem vom Alliierten Kontrollrat am 10. Oktober 1945 erlassenen Kontrollratsgesetz Nr. 2, Anhang 30 beschlagnahmt. In der Sowjetischen Zone wurde es komplett enteignet. Lubahn hatte aber schon 1944 das Pensionsalter erreicht. (Treuhänder für die Westzonen war von 1947 bis zur Übergabe an die neuen Gesellschafter 1951 Reinhard A. Bitter.)
Er blieb jedoch den geistigen Grundlagen der Unternehmensgründung bis zu seinem Lebensende verbunden, wie seine zahlreichen Veröffentlichungen zeigen. Auch zum Treuhänder, den kommenden neuen Gesellschaftern und der neuen Geschäftsführung des BHW hatte er um 1950 noch Kontakt.

## Ehrungen
Der heutige Unternehmenssitz der BHW Bausparkasse AG, BHW Holding AG und der BHW Kreditservice GmbH liegt in der Lubahnstraße, die nach Lubahn benannt wurde. (s. BHW.de)

## Schriften

### Publikationen zur Bodenspekulation
- Bodenreform , Vorwort von Adolf Damaschke, Verlag Paul, Leipzig 1911 und 1920
- Abbau und Bodenreform, Bund dt. Bodenreformer, Berlin  um 1923
- Bodenreform, Verlag f. Kunst u. Wissenschaft  A. O. Paul, Leipzig  1925, 106.–115. Tsd.
- Leitsätze von Johannes Lubahn zu einem Gesetz über Grundrentensteuer, 1942
- Gemeindliche Bodenreform und die Bodenreformer, Deutsche Heimat-Verlag, Bielefeld 1945
- Gemeindliche Bodenreform, Vorbereitender Ausschuß f. d. Dt. Volksheimstättenwerk, Bielefeld, Wertherstr. 259, 1946, (Als Ms. gedr.)
- Gemeindliche Bodenreform; Gesetz z. Beschaffung billigen Bodens und zur Schaffung v. Volksheimstätten, Verlag Ausschuss für das Deutsche Volksheimstättenwerk, Bielefeld 1946
- Gemeindliche Bodenreform und die Bodenreformer,  Deutsches Volksheimstättenwerk, Bielefeld 1947, 15 Seiten
- Gemeindliche Bodenreform : Bemerkungen und Erl. insbesondere über das „Gesetz zur Beschaffung billigen Bodens und zur Schaffung von Volksheimstätten“, Deutscher Heimatverl., Bielefeld 1947, 49 S.
- Der Christ und die Gemeindliche Bodenreform – Heimat den Heimatlosen, Selbstverlag  Schwangau bei Füssen (Allgäu) 1949, 32 S.
  - Selbstverlag  1950, 32 S.
- Entwurf  „Gesetz zur Bodenbewertung und über Grundrentenabgabe“, Grundlagen 1947 zusammen mit von Nell-Breuning, Ministerialdirektor Joachim Fischer-Dieskau, Katasterdirektor Blattau, Geheimrat Walter Pauly und Erich Lubahn.  Neue Fassung 1955 von Johannes Lubahn unter Mitarbeit von Ministerialdirektor Knoll und Friedrich Lütge, Zeitschrift „Gemeinnütziges Wohnungswesen“, Heft 6, Juni 1955.
- Gewerkschaft und Bodenreform, Gewerkschaftliche Monatshefte, 7 1956
- mit Johannes Albers: Schluss mit der Bodenspekulation, Demokratie! Quo vadis?, Stellungnahme führender Persönlichkeiten in Staat und Kirche zur Bodenfrage, Beirat für Fragen der Bodenbewertung, Verl. f. Sozialwissenschaften, Frankfurt/M. 1957
- Schluss mit der Bodenspekulation: Demokratie!; Quo vadis?,  Stellungnahme führender Persönlichkeiten in Staat und Kirche zur Bodenfrage, Verlag f. Sozialwissenschaften, Frankfurt/M.1957, 2. Ausgabe, 32 S.
- Die bodenpolitische Gesetzgebung am Scheidewege,  Verl. für Sozialwissenschaften, Frankfurt/M. 1959
- Halbe oder ganze Maßnahmen gegen die Bodenspekulation?, Denkschrift zum Vorschlag des „Gesetzes zur Bodenbewertung und über Grundrentenabgabe“ im Zusammenhang mit dem Gutachten des wissenschaftlichen Beirats für Fragen der Bodenbewertung, Verlag für Sozialwissenschaften, Frankfurt/Main, 1959, 15 S., OCLC-Nummer:  82021502
- Gemeindliche Bodenreform, Voraussetzung für Volksheimstätten; mit Dokumentarbericht, Verl. f. Sozialwissenschaften, Frankfurt/Main, 1962
- Bundeswohnungsbauminister Paul Lücke fördert die Bodenspekulation,  Selbstverl. Johannes Lubahn, Hohenschwangau 1963, 14 S.
- Demokratie! Quo vadis?, Selbstverl. Hohenschwangau 1963
  - Demokratie! Quo vadis?, Selbstverl. Johannes Lubahn, Hohenschwangau, 1964
- Macht endlich Schluss mit der Bodenspekulation, Selbstverl.  Hohenschwangau  1964
- Wer ist an der Bodenpreistreiberei schuld? , Selbstverl.,  Hohenschwangau 1964
- Bodenrechtsreform oder Kommunismus,  Selbstverlag, Hohenschwangau 1965
- Gegen die Bodenpreistreiberei ; zum Gesetzesvorschlag zur Verhinderung der Bodenspekulation durch Grundrentenabgabe,  Hohenschwangau 1965,
  - Augsburger Allgemeine 19. November 1965 und 14. Januar 1966
- Befreiung von der schändlichen Bodenspekulation, Gerechtigkeit!, Selbstverl. Hohenschwangau 1967, 13, 4 S.

### Publikationen zum Heimstättengedanken
- Gewerkschaft und Heimstätte, Vortrag, gehalten auf dem 1. Deutschen Beamten-Heimstättentag, Okt. 1920, Hrsg. vom Heimstättenamt d. deutschen Beamtenschaft, Berlin, (Druck: Maurer & Dimmick Berlin), 1920, 15 S., 11.–20. Tsd., 21.–30. Tsd.
- Land und Geld für Heimstätten; Beschlüsse des Ständigen Beirats für das Heimstättenwesen beim Reichsarbeitsministerium, Heimstättenamt der Deutschen Beamtenschaft, Berlin 1920, 16 S.
- Hans Luther; Heinrich Erman mit Johannes Lubahn; Adolf Damaschke: Land und Heimstätte den „Abgebauten“ und den Beamten, Berlin-Grunewald : Heimstättenamt d. dt. Beamtenschaft 1924, „Abgebaute“: Nach dem  Beamtenabbaugesetz von 1923 entlassene Beamte.
- Kampf um Boden und Heimstätte, Heimstättenamt der deutschen Beamtenschaft e. V., Berlin  um 1922
  - Berlin 1925
- Land und Heimstätte den „Abgebauten“ und den Beamten, Heimstättenamt d. deutschen Beamtenschaft, Berlin-Grunewald, Siedlung Eichkamp, im Eichkamp 20a, 1924
- Land für Heimstätten und Gärten, Verlag Gebr. Mann, Berlin 1925
- Arbeiten des Heimstättenamtes der deutschen Beamtenschaft, Heimstättenamt d. dt. Beamtenschaft,  Berlin-Grunewald, Siedlung Eichkamp im Buchenweg 3, 1925
- Erläuterungen zu einem Beamtenheimstättengesetz, Berlin 1926, 3 S.
- Zur Beamtenheimstätte durch die Beamtenbausparkasse, Berlin 1926, 3 S.
- Heimstätten-Bausparkasse für die Beamten, Der Volksschullehrer, Nr. 37, 20. Jahrg., 16. September 1926,  S. 389, 390
- Heimstätten-Bausparkasse für die Beamten, Die Mittelschule, 40. Jahrg., Nr. 27, 4. August 1926, S. 354,355
- Das Beamtenheimstättengesetz, Die Mittelschule, 41. Jahrg., Nr. 24, 29. Juni 1927, S. 340
- Wegweiser zur Beamten-Heimstätte, Heimstättenamt d. Dt. Beamtenschaft e. V., Berlin-Eichkamp 1927
- Zur Beamtenheimstätte durch die Beamtenbausparkasse, Beamtenbausparkasse, Heimstättenges. d. dt. Beamtenschaft, Berlin 1928
  - Berlin 1929
- und Fritz Wenzel: Führer zur Beamtenheimstätte nebst Kommentar zum Beamtenheimstättengesetz, Verlag Gebr. Mann, Berlin 1928, OCLC-Nummer: 234363324.
  - 2. Auflage, Berlin 1930.  (Mit Erfolgszahlen über das Wirken des „Heimstättenamt der deutschen Beamtenschaft e. V.“, die nach Martin L. Müller (Quellen) geschönt sind).
- Zur Beamtenheimstätte durch die Beamtenbausparkasse mit dem „Bausparsystem Eigenheim“, Heimstättenamt d. deutschen Beamtenschaft, Berlin NW 87, Lessingstr. 11, 1930
- Kampf um Boden und Heimstätte, Heimstättenamt der deutschen Beamtenschaft e. V., Berlin um 1930, 32 S.
- Arbeitsbeschaffung für 250000 Arbeitslose durch Errichtung von 100000 Kleinstheimstätten; Vorschlag, Müller, Potsdam 1932, 40 S., (Heimstättenamt d. dt. Beamtenschaft, Berlin NW 87, Lessingstr. 11)
- Bodenbeschaffung für Wohnheimstätten und für öffentliche Zwecke , Monographie 1935
- mit W. Christaller: Praktische Heimstättenarbeit, Verlag Mann, Berlin ca. 1920
  - Heimstättenamt der dt. Beamtenschaft e. V., Berlin-Eichkamp 1922, S. 16
  - Berlin-Eichkamp 1923
- Praktische Heimstättenarbeit; mit Anh.: 10 Jahre Beamtenheimstättenwerk …, Verlag Beamtenheimstättenwerk des Reichsbundes der deutschen Beamten, Berlin NW 1937, 122 S.
  - R. Müller, Potsdam 1937, 121 S.
  - R. Müller, Potsdam 1938, 155 S.
  - 5. Aufl., R. Müller, Potsdam 1940, 151 S., Mit zahlr. Abb. von Häuserentwürfen und Berechnungen, Architekturentwürfen.
  - 6. Aufl., 1944
- Deutsche Verwaltung für Volksbildung in der sowjetischen Besatzungszone, Liste der auszusondernden Literatur, Erster Nachtrag, Berlin: Zentralverlag, 1947,  Lubahn, Johannes: Praktische Heimstättenarbeit — Berlin: Beamtenheimstättenwerk d. Reichsbundes d. Dt. Beamten 1937. Ausgaben von 1937 verboten.
- Herausgeber, Durch das Beamtenheimstättenwerk zur Heimstätte, Beamtenheimstättenwerk d. Reichsbundes d. Dt. Beamten, Berlin NW 87, Lessingstr. 11,  1937, 19 S.
  - Beamtenheimstättenwerk d. Reichsbundes d. Dt. Beamten, B.-Charlottenburg 9, Preußenallee 3 und 5, 1939, 19 S.
  - Erw. und veränderte Auflage, Berlin 1940
- unter Mitarbeit von Ernst Knoll: Die Bedeutung der Heimstätte für den Bestand und für die Zukunft des deutschen Volkes; Ansprachen, Beamtenheimstättenwerk des Reichsbundes der Deutschen Beamten, Berlin 1938
- als Herausgeber: Durch das Beamtenheimstättenwerk zur Heimstätte, Reichsbund der deutschen Beamten, Druck: Müller/Potsdam Juni 1940, 24 S.
- Bauland, Mietwohnung, Heimstätte; die Verwurzelung unseres Volkes mit seinem Boden,  G. Fischer, Jena 1941,  68 S.
- Heimstättenwerk für Arbeiter und Angestellte der öffentlich-rechtlichen Körperschaften; Denkschrift, ohne Verlag, Berlin 1942, 24 S., (als Ms. gedr.)
- Das Baubodenproblem ; Eine Lebensfrage unseres Volkes. Aufruf an die christl. Kirchen, Hohenschwangau 1965, 2 S.
- mit Fritz Wenzel: 50 Jahre BHW, Führer zur Beamtenheimstätte Nr.  45, 1978, 23 S.

### Weitere Publikationen
- Der Gedanke der Zeit: Freiland, Kriegerheimstätten, eine Gedichtsammlung, Miniatur-Bibliothek 1251, Verlag für Kunst und Wissenschaft Albert Otto Paul, Leipzig 1914,  47 S.
  - Leipzig 1914, 21.–30. Tsd., 44 S.
  - Ausgabe 38, 1916, 47 S.
  - 41.–50. Tsd., 1919, 44 S.
- Krieger-Heimstätten, Miniatur-Bibliothek 1250, Verlag für Kunst und Wissenschaft Albert Otto Paul, Leipzig  1915,  36 S.
  -  Krieger-Heimstätten, Verl. f. Kunst u. Wissensch., Leipzig 1916, 45 S., 90.–100. Tsd.
- Im Gericht, Nachdenkliche Geschichten für das deutsche Volk, Neuland-Verlag, Hamburg 1917, 143 S.